# بخش دالبو، شهرستان ایسانتی، مینه سوتا
بخش دالبو (به انگلیسی: Dalbo Township) یک منطقهٔ مسکونی در ایالات متحده آمریکا است که در شهرستان ایسانتی، مینه‌سوتا واقع شده‌است. بخش دالبو ۹۳٫۸ کیلومتر مربع مساحت و ۶۳۴ نفر جمعیت دارد و ۳۰۷ متر بالاتر از سطح دریا واقع شده‌است.